# Gerold Kauert
Gerold Kauert (* 13. September 1947 in Düren) ist ein deutscher Pharmakologe, Forensischer Toxikologe und Hochschullehrer im Ruhestand.

## Ausbildung und berufliche Tätigkeit
Von 1968 bis 1973 studierte Kauert Pharmazie an der Rheinischen Friedrich-Wilhelms-Universität Bonn; 1974 erhielt er seine Approbation als Apotheker. In Bonn promovierte er 1977, Dieter Abbo Kalbhen betreute seine Dissertation aus dem Themenkreis Katecholamin-Stoffwechsel bei schizophrenen Patienten. Im selben Jahr wechselte er an das Institut der Ludwig-Maximilians-Universität München zu Wolfgang Spann, bei dem er sich 1983 habilitierte – Titel der Habilitationsschrift ist "Katecholamine in der Agonie". An der Münchener Universität wurde er 1990 zum außerplanmäßigen Professor ernannt.
Kauert erhielt einen Ruf an die Johann Wolfgang Goethe-Universität Frankfurt am Main und wurde dort als Professor Gründungsleiter der neuen Abteilung Forensische Toxikologie im Zentrum für Rechtsmedizin. Es handelte sich um die erste selbständige Abteilung dieser Fachrichtung in Deutschland. Der Titel von Kauerts Antrittsvorlesung war "Chemie der Psyche und Forensische Toxikologie". Nach späteren Umstrukturierungen trug die Abteilung die Namen „Institut für Forensische Medizin“ und „Institut für Forensische Toxikologie“ im Zentrum der Rechtsmedizin. Kauert führte die Abteilung bis zu seinem vorzeitigen Ruhestand aus gesundheitlichen Gründen im Jahr 2009.

## Hauptarbeitsgebiete
- Einfluss von Alkohol und Drogen auf die Fahrtüchtigkeit
- Erarbeitung von Grenzwerten für die Fahrtüchtigkeit
- Nachweis von Drogen in Haaren
- Experimentelle Untersuchungen zur Einlagerung von Drogen in die Haarmatrix.

Zu den vielen Fällen, in denen Kauert Gutachten erstellt und vor Gericht vertreten hat, gehört der von Oury Jalloh.

## Ehrungen
- Senator-Lothar-Danner-Medaille des Bundes gegen Alkohol und Drogen im Straßenverkehr